# Bachata
Bachata is een romantisch muziekgenre uit de Dominicaanse Republiek. 

## Muziekgenre
De muziek in vierkwartsmaat wordt gespeeld met een gitaar, een basgitaar, een guira en bongos. De meeste artiesten zijn mannelijke gitaarspelers die met een wat jammerende zang verhalen over tragische liefdes. Zodoende zou de bachata de Latijns-Amerikaanse smartlap kunnen worden genoemd. De oorspronkelijke term die gebruikt werd voor dit genre was dan ook amargue, wat bitterheid betekent. Later werd de term bachata populairder. Het woord bachata betekent feestvreugde (juerga) en onstuimig plezier (diversión bulliciosa).
In de Dominicaanse Republiek is de bachata lang geboycot door de media, maar de muziekstroming wist zich door middel van verkoop van cassettebandjes en concerten overeind te houden. Pas in de jaren negentig is de bachata doorgedrongen tot de radio- en televisiestations op het eiland en niet lang daarna kreeg het een internationaal publiek. Bachata wordt tegenwoordig steeds vaker gecombineerd met invloeden uit de merengue, popmuziek en rhythm-and-blues, maar ook door reggaeton.

## Dans
Bachata wordt met een partner gedanst (man met vrouw, soms vrouw met vrouw). Op verschillende plaatsen in de wereld wordt bachata op verschillende manieren gedanst. Er zijn geen strakke regels. In grote lijnen vallen drie danswijzen te onderscheiden: 
1. Dominicaanse stijlEr wordt gedanst op enige afstand terwijl elkaars handen worden vastgehouden. Vaak worden er veel snelle tussenpasjes gezet. De bewegingen zijn doorgaans spontaan en aangepast aan het specifieke nummer. Draaien worden zelden gemaakt. Complexe combinaties van draaien (zoals bij salsa) worden nooit gemaakt. De laatste jaren heeft de Dominicaanse dansstijl zich gemengd met reggaetoninvloeden. De Dominicaanse stijl is de meest geavanceerde en creatieve bachata-dansstijl.
2. Dansschool stijlOp dansscholen in de VS en Europa wordt bachata vaak geleerd in een klassieke danshouding waarbij beide danspartners dicht tegenover elkaar dansen met hun rechterhand achter op de rug van de partner. Er worden meestal geen snelle pasjes gemaakt. Daarentegen worden vaak wel enkele draaien geleerd.
3. Antilliaanse stijlOp Curaçao – en vanuit daar overgewaaid naar Nederland en zelfs naar andere landen – is een bachata-danswijze ontstaan waarbij telkens op de vierde (laatste) tel van de maat een heup wordt opgetild en een hupje wordt gemaakt. De oudere generatie Antillianen tilt daarbij soms ook de schouder op. Ten onrechte wordt vaak gedacht dat zo'n hupje een vast onderdeel is van bachata-dansen. In het land van herkomst, de Dominicaanse Republiek, wordt dit hupje echter niet gebruikt.
De verschillen tussen de bachata-dansstijlen zijn behoorlijk groot. De overeenkomst is dat als je op de eerste tel van de vorige maat met links een stap zette, je op de eerste tel van de volgende maat een stap met rechts zal zetten, en bij de daaropvolgende maat wordt weer begonnen met links, etc. Bij de Dominicaanse stijl zal de tussenliggende tijd op een creatieve wijze worden ingevuld die past bij de specifieke song. Bij de dansschool stijl zal daarentegen altijd eenzelfde invulling worden gegeven aan de vier tellen in de maat: 1) stap links, 2) stap rechts, 3) stap links, 4) pas op plaats rechts, vervolgens 1) stap rechts, 2) stap links, 3) stap rechts, 4) pas op plaats links. Deze cyclus herhaalt zich telkens. Bij de vierde tel kan eventueel het Antilliaanse hupje worden gebruikt.
Op dansscholen wordt geleerd om op de eerste tel van de maat te beginnen, waarmee de muziekmaat (van vier tellen) samenvalt met de dansmaat. Echter, Dominicanen beginnen behalve op de eerste tel vaak ook op de tweede tel en soms op de derde. Dit kan onder andere afhangen van de baslijn. Zonder na te denken wordt begonnen op die tel die het beste past bij de song die gespeeld wordt. In zijn algemeenheid varieert ook de dansstijl tussen snelle bachata's die los (met alleen de handen vast) gedanst worden, en romantische bachata's die dichter tegen elkaar aan worden gedanst met meer fysiek contact.

## Sociaal-culturele aspecten
Zowel in de Dominicaanse Republiek als op de Nederlandse Antillen wordt bachata, zowel de muziek als de dans, vaak geassocieerd met de lagere sociale klasse. De muziek wordt vaak luid gespeeld bij 'cafetarias' (Dominicaanse Republiek) of bij 'snacks' (Nederlandse Antillen). Dat zijn eenvoudige bars, vaak deels in de buitenlucht, waar het bier wordt geserveerd door serveersters waar doorgaans ook mee gedanst kan worden. In sommige gevallen kan er ook sprake zijn van prostitutie. Vandaar dat de bachata bij sommigen een dubieuze reputatie heeft. Sinds bachata echter ook is doorgebroken in vele landen buiten het Caribisch gebied, waaronder de VS en Nederland, is deze muzieksoort onderdeel geworden van de mainstream latin music.

## Muzikanten
Aventura is internationaal gezien veruit de bekendste bachatagroep, maar onder Dominicanen zijn de meest populaire artiesten Antony Santos en Juan Luis Guerra. Andere populaire artiesten zijn Raulín Rodríguez, Zacarias Ferreira, Frank Reyes, Luis Miguel del Amargue, Monchy y Alexandra, Domenic Marte, Xtreme, Andy Andy, Elvis Martinez, Carlos y Alejandra, Leonardo Paniagua, Yoskar Sarante, Alex Bueno, Los Toros Band, Joe Veras en Prince Royce.